# Mikuláš (jáhen)
Svatý Mikuláš byl jeden z prvních diakonů (jáhnů) rané církve a mučedník.

## Život
Narodil se v Antiochii. Byl jeden ze Sedmi jáhnů, kteří se měli starat o Jeruzalémskou církev. Vše je zmíněno ve Skutcích apoštolů (6:1-6). Zemřel mučednickou smrtí.

## Úcta
Katolická i pravoslavná církev jej uctívá jako světce. Ve východní tradici je řazen mezi tzv. 70 společníků Ježíše Krista. Jeho svátek je slaven 28. července.